# 王昆山
王昆山（1952年8月—），男，河北沧县人。中华人民共和国政治人物。天津轻工业学院（现天津科技大学）化工系制浆造纸专业毕业，大学普通班学历。

## 生平
1967年4月参加工作。1972年加入中国共产党。历任沧州市造纸厂副厂长、厂长；沧州市人民政府秘书长、办公室党组书记；中共沧州市新华区委书记；中共黄骅市委书记；河北省人民政府副秘书长、河北省人民政府办公厅党组成员；河北省人民政府副秘书长、河北省人民政府办公厅副主任、党组成员；中共河北省信息产业厅党组书记；中共保定市委副书记、代市长。2002年1月以后，任保定市委副书记、市长。2005年11月，被任命为中共保定市委书记。2006年7月28日，王昆山正式就任中共保定市委书记。2006年9月20日被免职，据称被免职时他已被中共河北省纪委双规。
王昆山后来起复。2010年10月，河北省国资委任命王昆山为河北省国有重点骨干企业监事会主席，派驻河北建设投资集团和北京河北大厦。当时河北省国资委共设有14个国有重点骨干企业监事会，分别负责不同的企业。2012年11月12日，王昆山离任退休。